# Pośrednia Sobkowa Szczerbina
Pośrednia Sobkowa Szczerbina (słow. Prostredná suchá štrbina) – przełęcz znajdująca się w Sobkowej Grani w słowackiej części Tatr Wysokich. Na wschodzie graniczy z Wielką Sobkową Turnią, trzecim od góry wzniesieniem w Sobkowej Grani, natomiast na zachód od niego znajduje się Pośrednia Sobkowa Turnia.
Północne stoki opadają z Pośredniej Sobkowej Szczerbiny do Doliny Suchej Jaworowej, południowe – do Sobkowego Żlebu. Do Doliny Suchej Jaworowej opada z przełęczy długi żleb z urwistą dolną częścią. Na przełęcz nie prowadzą żadne szlaki turystyczne. Najdogodniejsze dojście dla taterników prowadzi z Sobkowego Żlebu.
Pierwsze wejścia (przy przejściu granią):
- letnie – Ferenc Barcza, Imre Barcza i Oszkár Jordán, 16 maja 1910 r.,
- zimowe – Jerzy Pierzchała, 27 kwietnia 1936 r.[2]